# Ochlesidae
Ochlesidae är en familj av kräftdjur. Ochlesidae ingår i ordningen märlkräftor, klassen storkräftor, fylumet leddjur och riket djur. Enligt Catalogue of Life omfattar familjen Ochlesidae 2 arter. 
Kladogram enligt Catalogue of Life:
| Ochlesidae | \| \| Curidia \| \| \| \| \| \| Ochlesis \| \| \| \| |
|            | \| \| Curidia \| \| \| \| \| \| Ochlesis \| \| \| \| |
|            | Curidia                                              |
|            |                                                      |
|            | Ochlesis                                             |
|            |                                                      |